# Crkva sv. Margarite u Bristu
Crkva sv. Margarite u mjestu Bristu, općina Gradac, zaštićeno kulturno dobro.

## Opis dobra
Crkva je građena 1751. godine na mjestu starije crkve koja je srušena. Od starije crkve ostala je apsida s gotičkim svodom koja je ugrađena u noviju crkvu. Crkva je jednobrodna s pravokutnom apsidom, građena pravilno klesanim kamenom i pokrivena dvostrešnim krovom s kupom kanalicom. Pročelje crkve raščlanjeno je portalom uokvirenim kamenim klesancima i profiliranim nadvratnikom. U osi portala je okulus s rozetom. U zidani kameni oltar postavljene su dvije nadgrobne ploče s natpisima i grbovima obitelji Kačić, a treća je uzidana u pločnik crkve pred oltarom. Crkva je obnovljena 1986. godine.

## Zaštita
Pod oznakom Z-5060 zavedena je kao nepokretno kulturno dobro - pojedinačno, pravna statusa zaštićena kulturnog dobra, klasificirano kao "sakralna graditeljska baština".